# 518 Halawe
Halawe (asteroide 518) é um asteroide da cintura principal com um diâmetro de 15,63 quilómetros, a 1,9585513 UA. Possui uma excentricidade de 0,2266173 e um período orbital de 1 472 dias (4,03 anos).
Halawe tem uma velocidade orbital média de 18,71640713 km/s e uma inclinação de 6,73061º.
Esse asteroide foi descoberto em 20 de Outubro de 1903 por Raymond Dugan.